# 肅殺刑者
《肃杀刑者》（英語：Code of Honor）是一部由迈克尔·温尼克导演的2016年美国动作电影，主演为史蒂芬·席格。电影2016年5月6日在美国上映。
该片主要叙述一名曾参加利比亚战争与伊拉克战争的军官退伍后成为警长，与他的前辈共同对抗当地黑帮的故事。

## 外部連結
- 互联网电影数据库（IMDb）上《肅殺刑者》的资料（英文）
- 爛番茄上《肅殺刑者》的資料（英文）